# Xanthorhoe alta
Xanthorhoe alta är en fjärilsart som beskrevs av Debauche 1937. Xanthorhoe alta ingår i släktet Xanthorhoe och familjen mätare. Inga underarter finns listade i Catalogue of Life.